# Romulea tortilis
Romulea tortilis är en irisväxtart som beskrevs av John Gilbert Baker. Romulea tortilis ingår i släktet Romulea och familjen irisväxter.

## Underarter
Arten delas in i följande underarter:
- R. t. dissecta
- R. t. tortilis